# ویکرز اف.بی.۲۵
ویکرز اف.بی. ۲۵ (به انگلیسی: Vickers F.B.25) یک هواپیمای ساختِ کارخانهٔ ویکرز در کشور بریتانیا است. نخستین استفاده‌کنندهٔ این هواپیما یکان پروازی پادشاهی بریتانیا بوده‌است. این هواپیما برای نخستین بار در ۱۹۱۷ میلادی مورد استفاده قرار گرفت.